# Roma kyrka
Roma kyrka är en kyrkobyggnad som tillhör Roma församling i Visby stift.

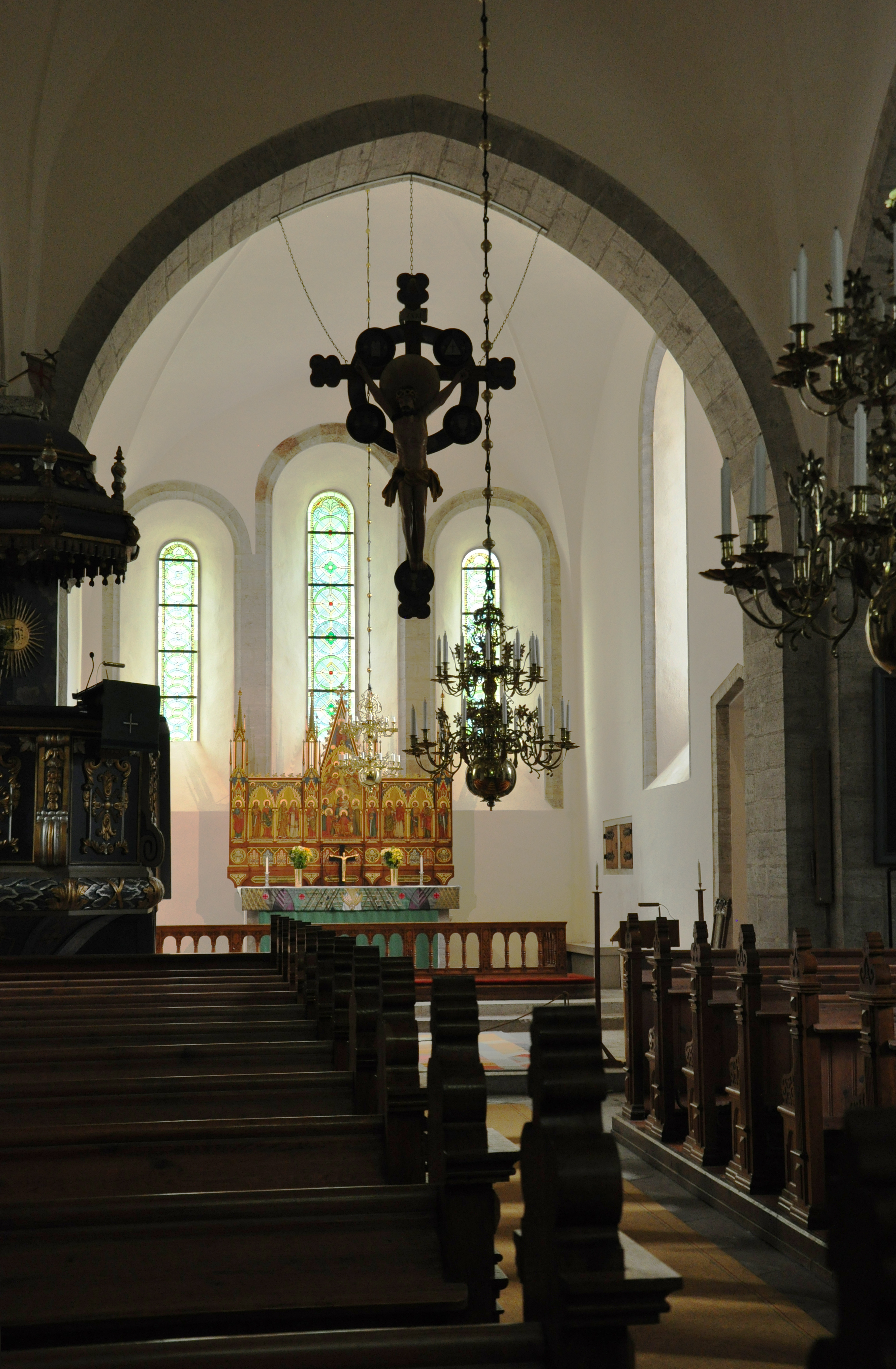
Interiör

## Kyrkobyggnaden
Den medeltida kalkstenskyrkan i Roma kyrkby består av ett treskeppigt långhus med ett smalare rakt avslutat kor i öster samt sakristia på nordsidan. Sakristian, som är äldst, byggdes ursprungligen till ett absidkor från 1100-talets senare hälft (absidstenar återfinns i nuvarande kyrkans murverk). Vid en senare byggnadsperiod (troligen på 1200-talet) uppfördes kor och långhus (tre travéer); avvikelser i valvform och fönsterutformning tyder på att de två västligaste travéerna tillkom något senare. Utifrån sett är kyrkan en basilika med låg klerestorievåning. En takryttare, åttkantig tornspira med klockvåning under skärmtak, kröner västgaveln. Koret täcks av ett lägre sadeltak och sakristian har pulpettak. En igenmurad tornbåge i västmuren vittnar om ett planerat men ej utfört västtorn. Av kyrkans fem portaler (fyra långhusportaler och en korportal) har långhusets nord- respektive sydportal rikast utformning. En stenfigur på östra korgaveln (vattenkastare) tros härröra från den äldre kyrkan. Västgavelns rundfönster med masverk av huggen kalksten är från 1880-talet. Kyrkorummet är av hallkyrkomodell där mittskeppets kryssvalv är något högre än sidoskeppens. Långhuset har nio kryssvalv som bärs upp av fyra tunga pelare. Koret, som också är kryssvälvt, lyses upp av östväggens trefönstergrupp och av ett sydfönster. I norra kormuren finns en nisch med snidad omfattning av trä, ett sakramentsskåp från 1200-talet. Kyrkans nygotiska inredning härstammar från en restaurering 1902.

## Inventarier
- Dopfunten av röd kalksten är av musselcuppatyp och tillkom vid 1200-talets mitt.
- Epitafier är från 1600-talet.
- Predikstolen i senbarock tillkom 1737 och är en gåva av landshövding Grönhagen.
- Nuvarande altartavla med målade bibliska figurer tillkom vid restaureringen 1902. Den äldre altartavlan från 1656 är målad av Johan Bartsch och hänger numera i långhuset.

### Orgel
- Orgeln byggdes 1873 av Åkerman & Lund Orgelbyggeri. År 1990 genomgick den en renovering utförd av J. Künkels Orgelverkstad. Orgeln är mekanisk.

| Manual          | Pedal   | Koppel  |
| Borduna 16’ B/D | Bihängd | Man/Ped |
| Principal 8’    |         |         |
| Rörflöjt 8’     |         |         |
| Salicional 8’   |         |         |
| Octava 4'       |         |         |
| Qvinta 3'       |         |         |
| Octava 2'       |         |         |
| Trumpet 8’ B/D  |         |         |

#### Diskografi
- Holmgren, Claes (2013). ”En kusin från landet - P L Åkerman-instrumentet i Roma kyrka”. Organ document Gotland : meeting nine organs. Visby: Visby domkyrkoförsamling. Libris 14683788
- Orgelresa på Gotland / Linder, Alf, orgel. LP. SR Records RMLP 1097. 1971.

## Omgivning
- Bredvid kyrkan ligger prästgården som också inrymmer pastorsexpeditionen.
- På kyrkogården står en klockstapel med klockor som fördes hit av svenskbyborna från Ukraina 1929.[1]

## Galleri

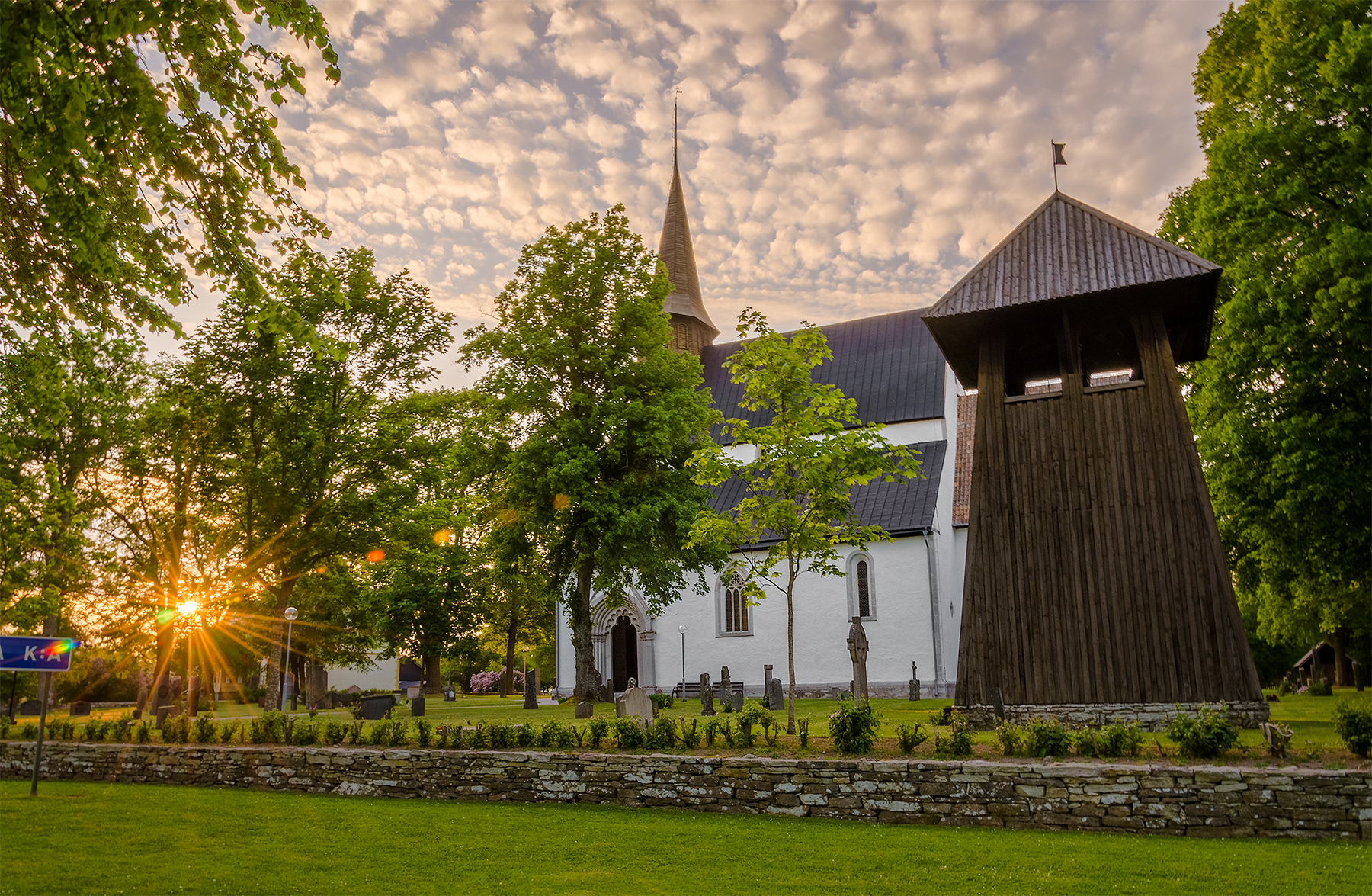
Kyrkan och klockstapeln
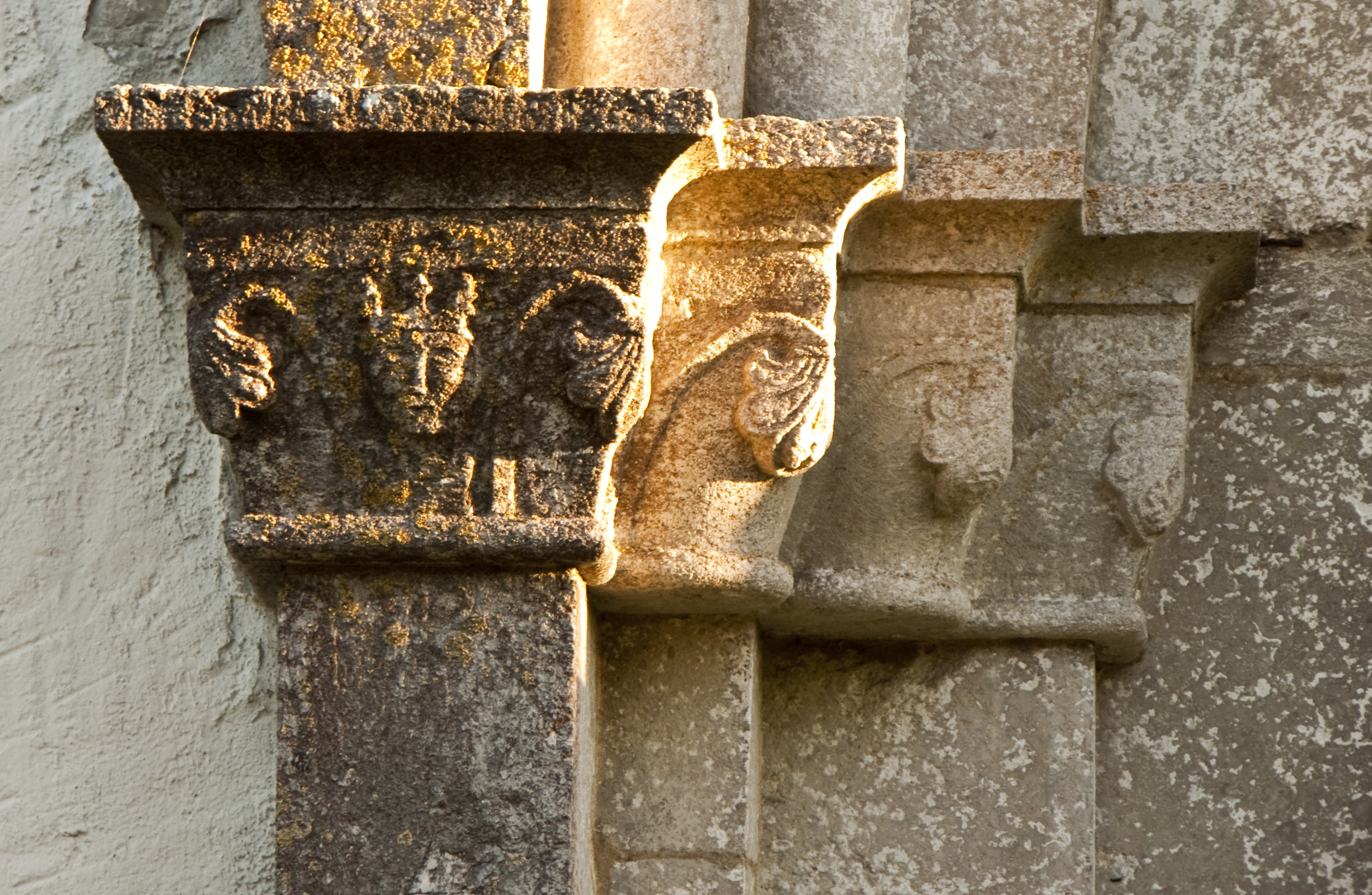
Detalj från skeppets norra portal
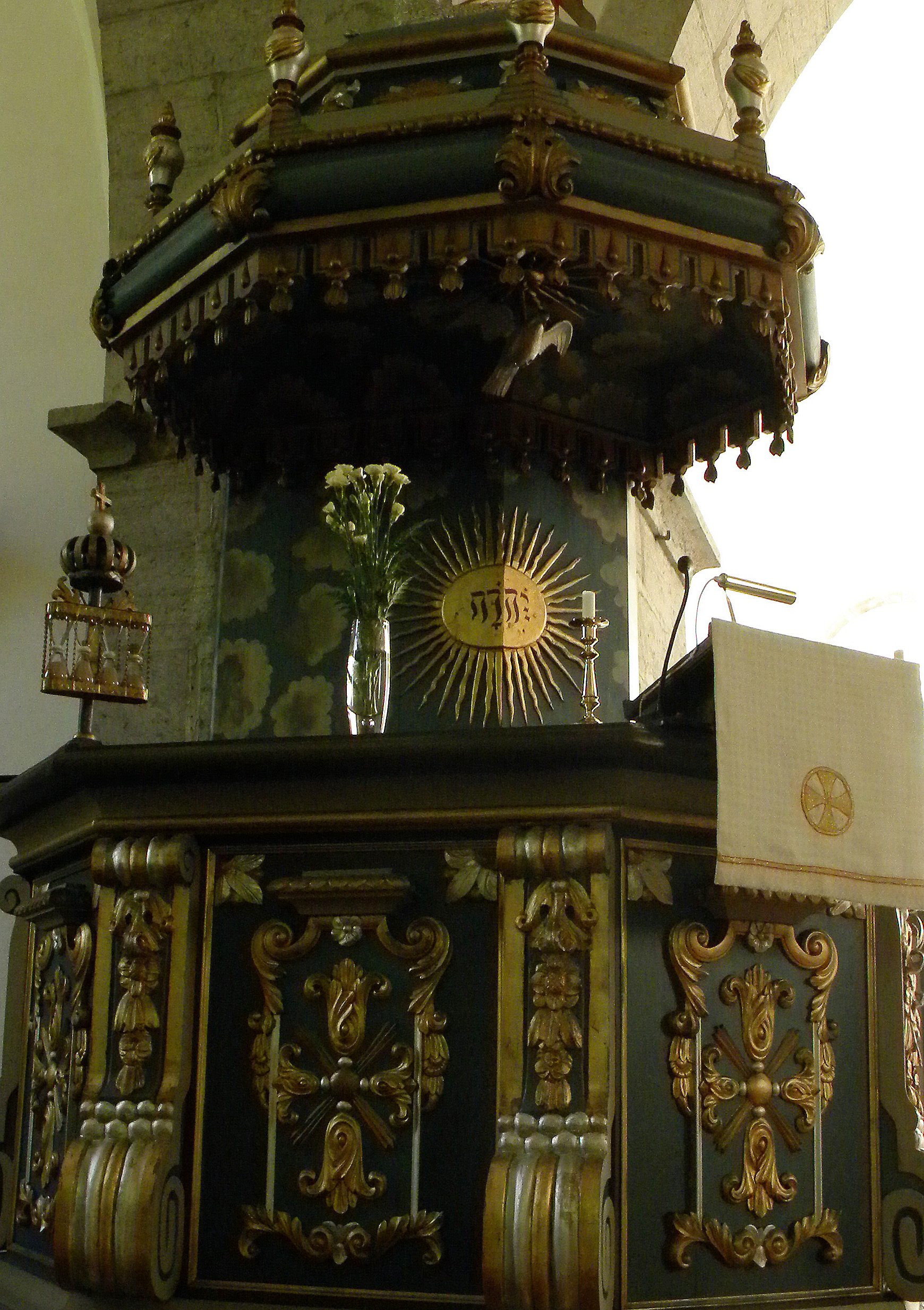
Predikstol från 1737
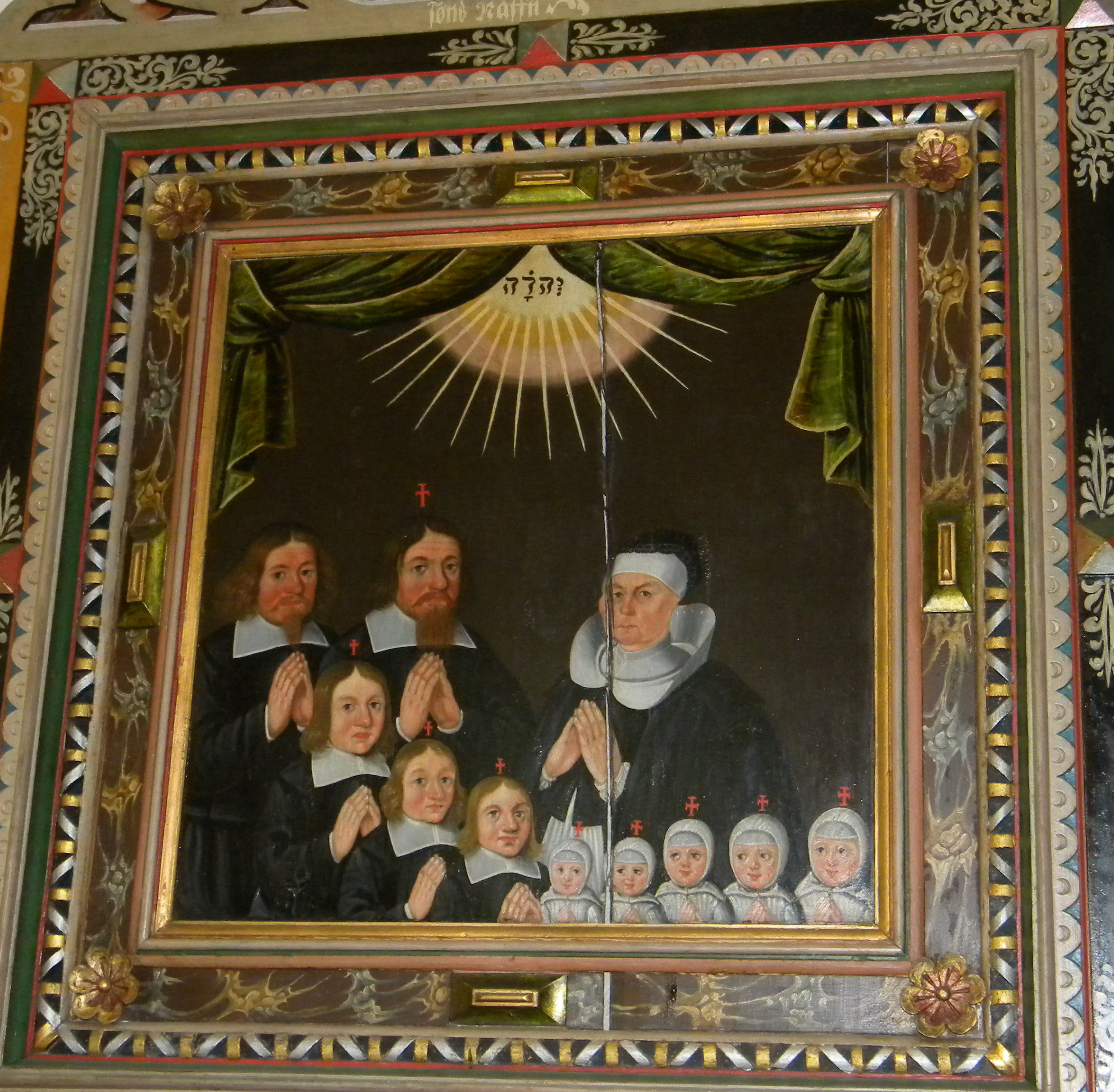
Epitafium från 1664
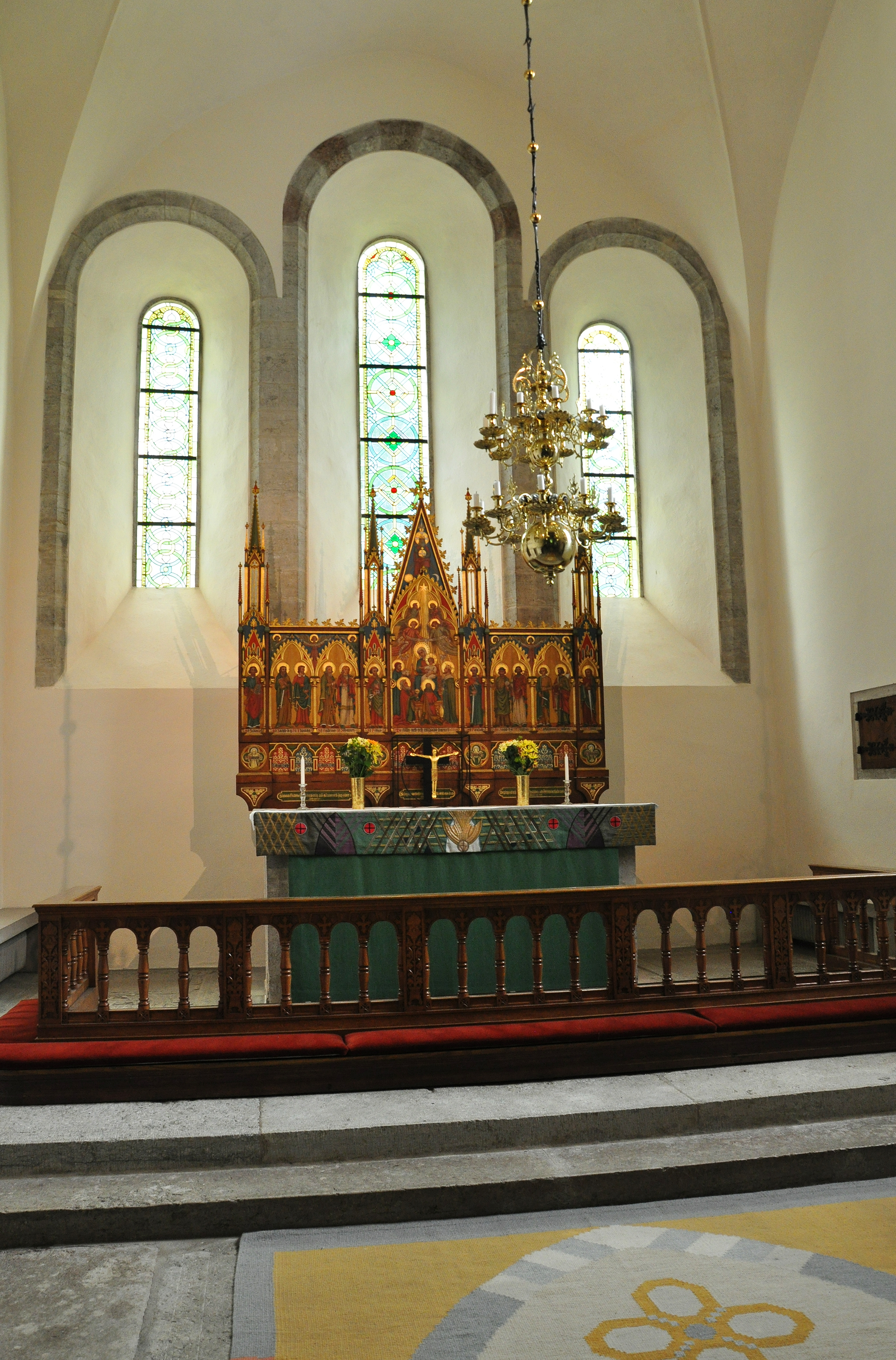
Koret
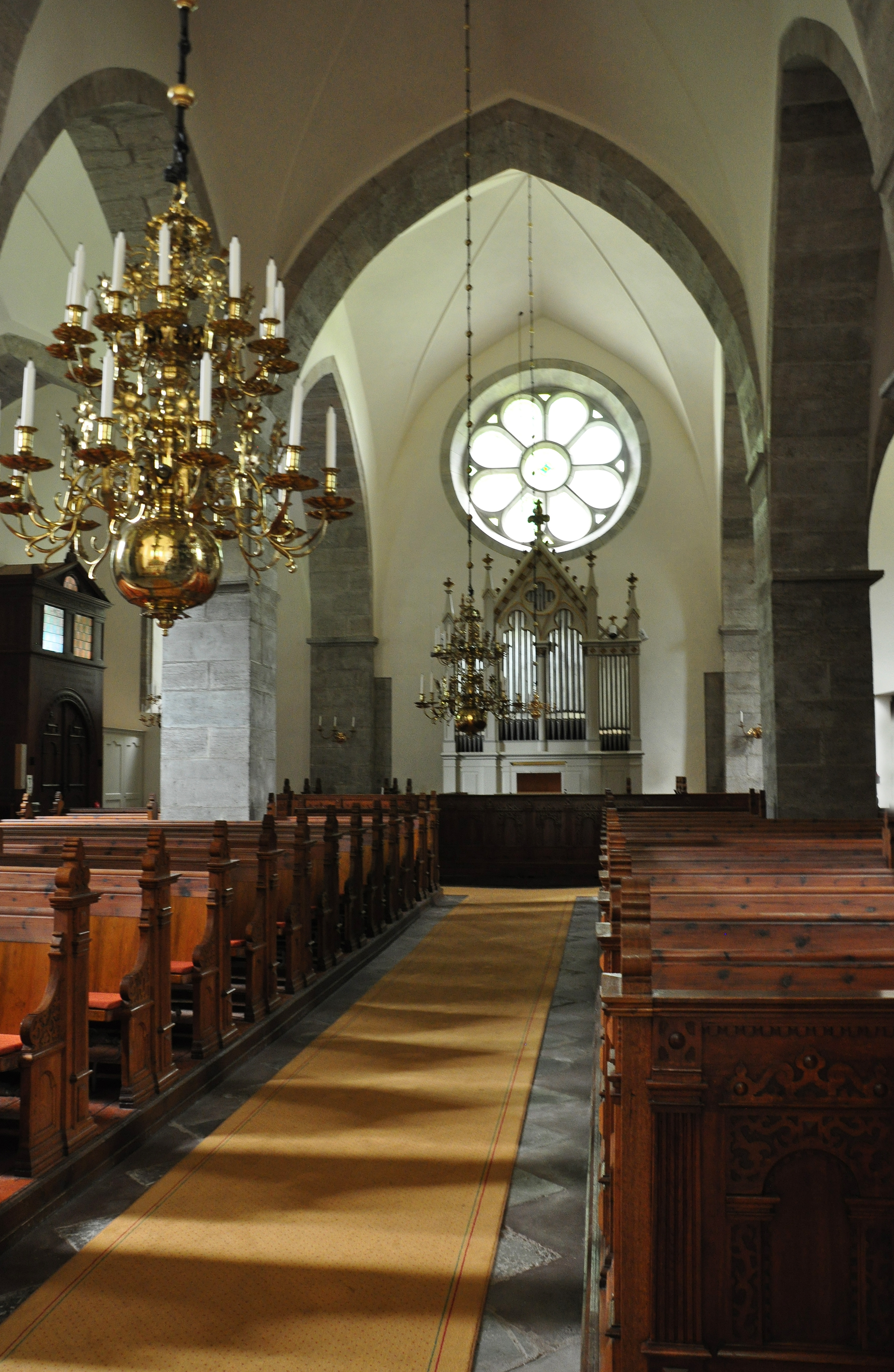
Kyrkorummet med orgeln